# Ecuador en los Juegos Paralímpicos de Toronto 1976
Ecuador estuvo representado en los Juegos Paralímpicos de Toronto 1976 por tres deportistas masculinos. El equipo paralímpico ecuatoriano no obtuvo ninguna medalla en estos Juegos.